# 崔氏宗祠 (北營村)
崔氏宗祠，位于中国广东省湛江市雷州市附城镇北营村，为湛江市雷州市的一个市级文物保护单位，类型为古建筑，公布时间为2002年10月10日。
崔氏宗祠的历史年代为清代。